# Ratpenat d'orelles curtes
El ratpenat d'orelles curtes (Cyttarops alecto) és una espècie de ratpenat de la família dels embal·lonúrids, que està ubicada dins del gènere monotípic Cyttarops. Viu a Centreamèrica i Sud-amèrica, on es troba en països com el Brasil, Costa Rica, Guyana i Nicaragua. El seu nom específic fa referència a Al·lecto, una de les tres Fúries de la mitologia grega.